# Fokker C.VII
Fokker C.VII-W – holenderski wodnosamolot zwiadowczy i szkolny z okresu międzywojennego i II wojny światowej. 

## Historia
Wodnosamolot C.VII-W opracowano w wytwórni Fokker, na bazie konstrukcji samolotu rozpoznawczego Fokker C.V, przede wszystkim dla potrzeb lotnictwa Holenderskich Indii Wschodnich. Prototyp oblatano w 1928 roku (według innych źródeł, w 1926).
Pierwsza seria 12 sztuk, o numerach V-1 - V-12, została zbudowana i dostarczona dla lotnictwa Holenderskich Indii Wschodnich w latach 1928-1929. Druga i ostatnia seria 18 samolotów, o numerach L-1 - L-18, została zbudowana dla lotnictwa morskiego Holandii pomiędzy październikiem 1930 a 25 sierpnia 1932. 
Samoloty C.VII-W były używane początkowo do celów zwiadowczych, a w późniejszym okresie do szkolenia. Były także przez pewien czas w okresie międzywojennym przenoszone na holenderskich okrętach (stawiane na wodę za pomocą dźwigu), takich jak krążowniki lekkie typu Java i niszczyciele typu Admiralen (przenoszenie wodnosamolotów przez niszczyciele było wyjątkiem w skali światowej). Prowadzono także eksperymenty z transportem Fokkera C.VII-W na okręcie podwodnym K-XV (w wynurzeniu).
W chwili przystąpienia Holandii do II wojny światowej na skutek ataku niemieckiego w maju 1940 roku samoloty te były już przestarzałe. W Holandii 6 wycofano pod koniec lat 30., a pozostałe 12 zostały zniszczone w bazie w maju 1940. W czasie ataku japońskiego na Holenderskie Indie Wschodnie pozostawało tam 6 samolotów, używanych do zadań pomocniczych i zniszczonych najpóźniej na początku 1942 roku, chociaż istnieje możliwość, że spisano je ze stanu jeszcze w 1941 roku.